# Pinus leiophylla
Pinus leiophylla är en tallväxtart som beskrevs av Christian Julius Wilhelm Schiede, Diederich Franz Leonhard von Schlechtendal och Adelbert von Chamisso. Pinus leiophylla ingår i släktet tallar, och familjen tallväxter. IUCN kategoriserar arten globalt som livskraftig.

## Underarter
Arten delas in i följande underarter:
- P. l. chihuahuana
- P. l. leiophylla

## Bildgalleri

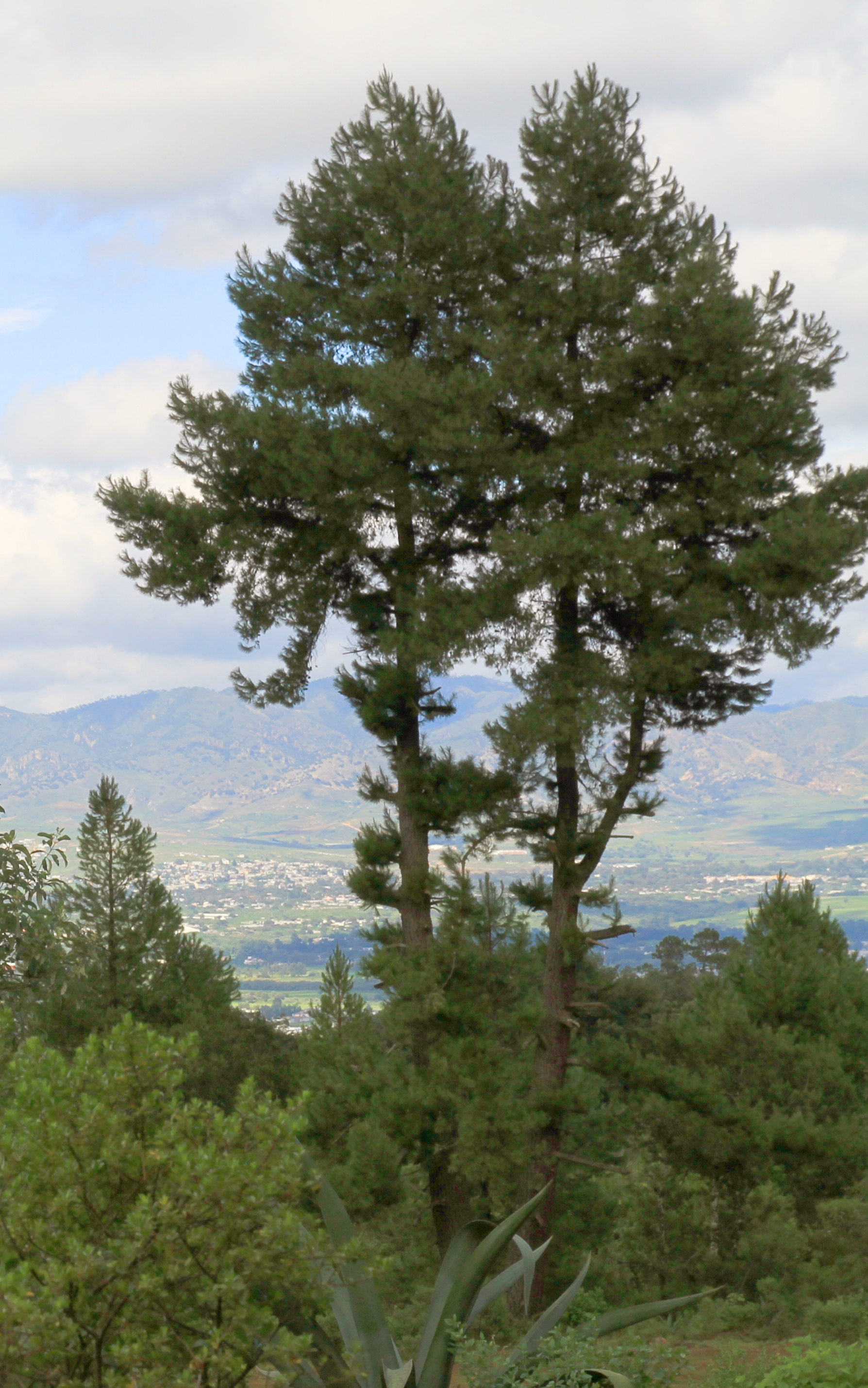
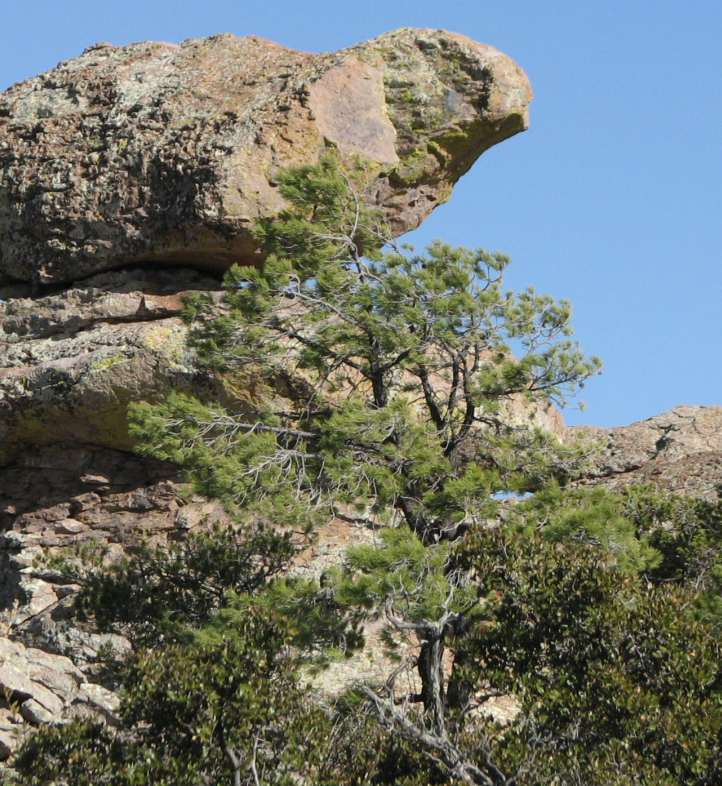
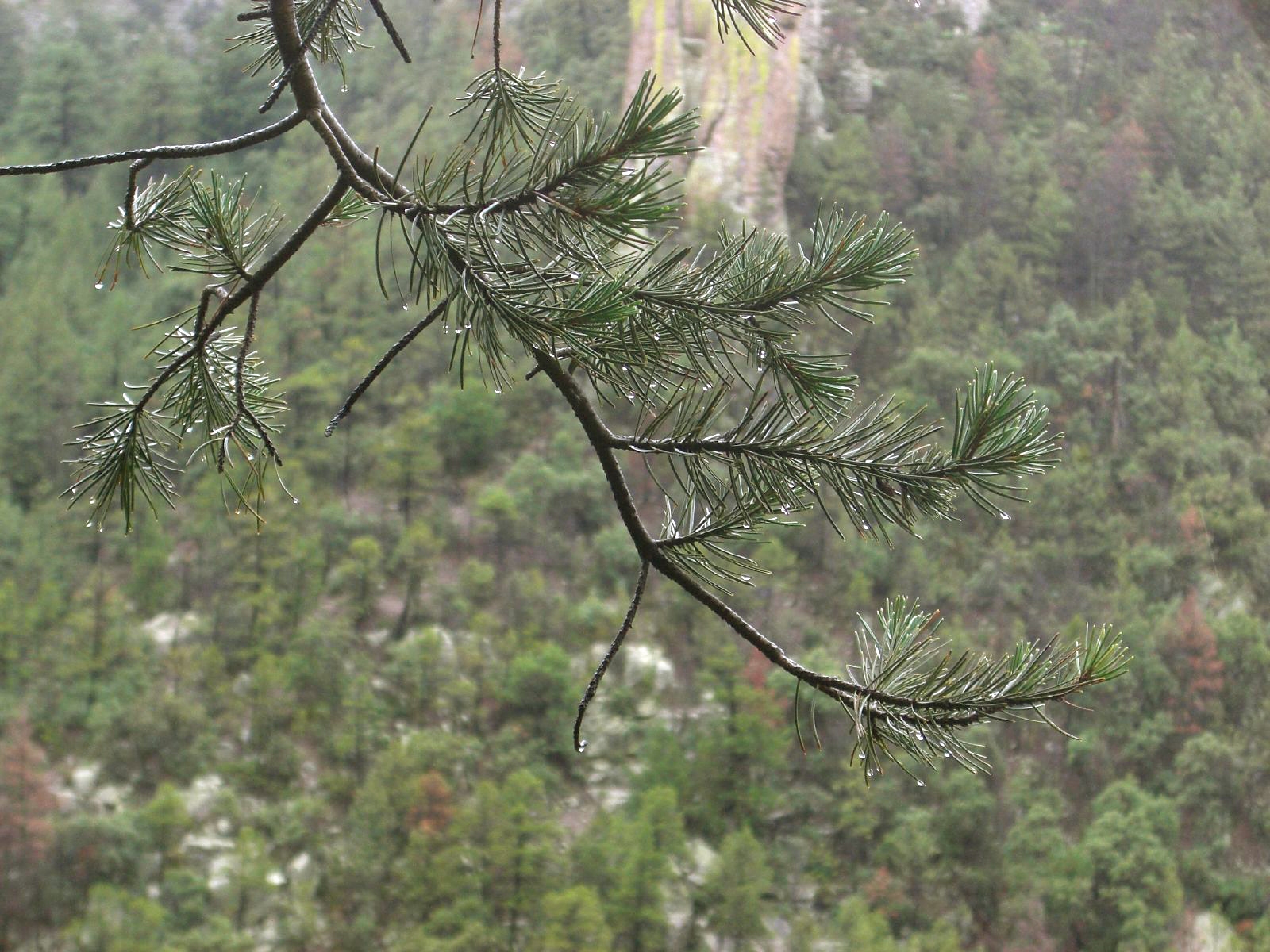
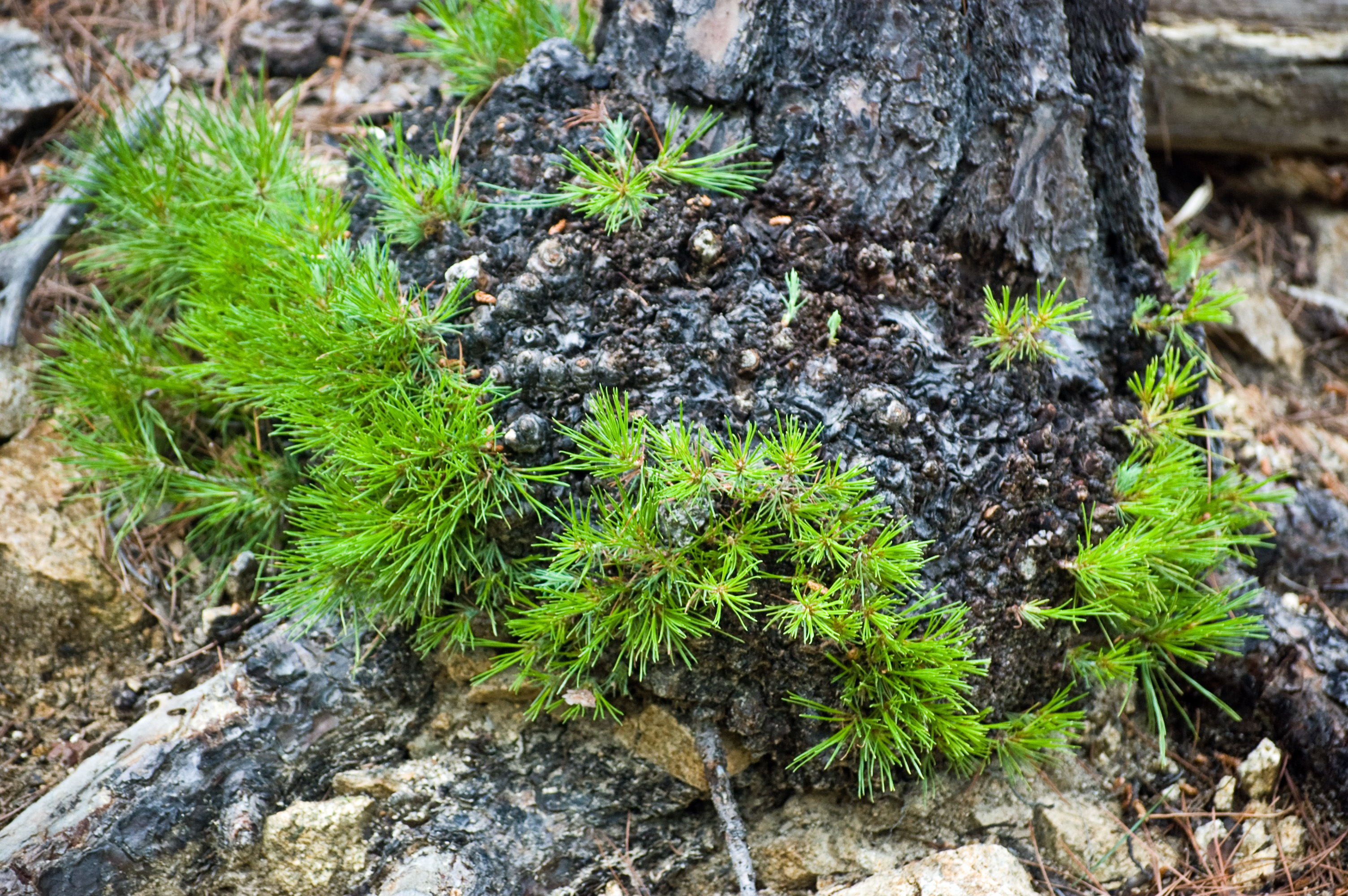
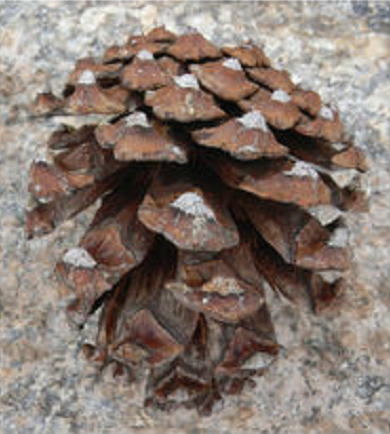
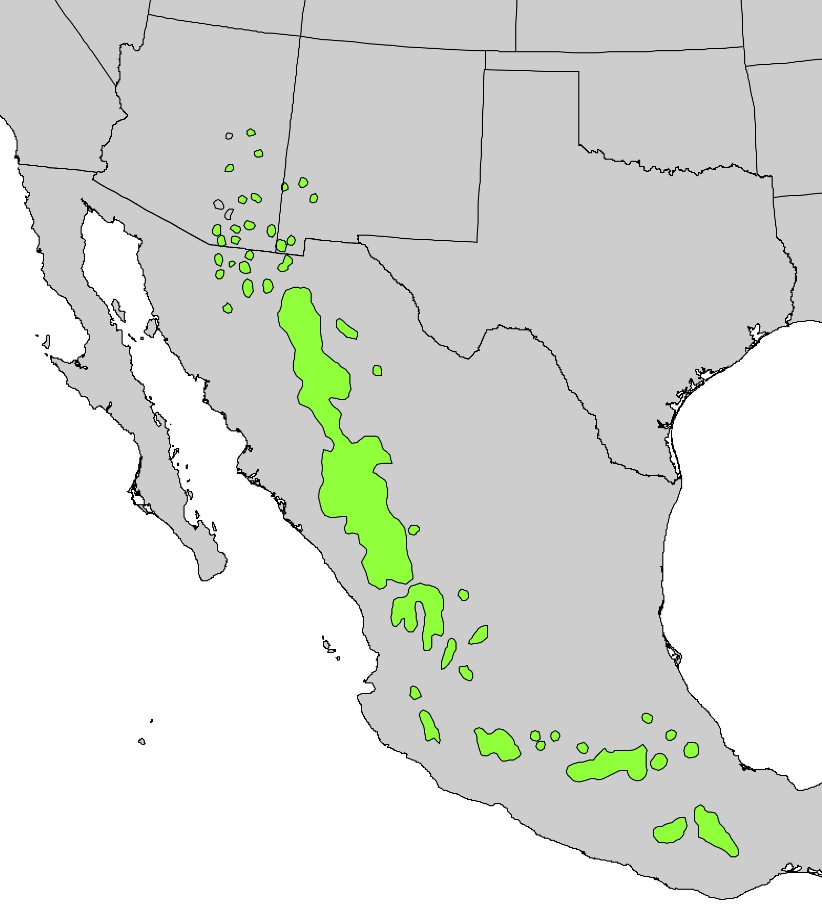